# Марчук Ольга Леонідівна
Ольга Леонідівна Марчук (нар. 20 червня 1976 р., с. Крупець, Славутський (нині Шепетівський) район, Хмельницька область) — українська письменниця.

## Життєпис
Народилася 20 червня 1976 року в селі Крупець Славутського (нині Шепетівського) району Хмельницької області. 1983 року разом з батьками переїхала до міста Хмельницького, де протягом восьми років навчалася в середній школі N3  (нинішня гімназія №20 ім. Сергія Єфремова Хмельницької міської ради), а два останніх роки — в гімназії N30 (нині комунальний заклад загальної середньої освіти "Ліцей №1 імені Володимира Красицького Хмельницької міської ради").
Закінчила Київський державний лінгвістичний університет за фахом філолога, викладача англійської мови та зарубіжної літератури. Працювала в Крупецькій середній школі, в дитячому  закладі дошкільної освіти № 38 "Світанок" Хмельницької міської ради Хмельницької області
Одружившись, переїхала до міста Нетішина, де і мешкає нині. Викладає англійську мову в Нетішинській гімназії “Ерудит”. Має доньку та сина.

## Творчість
Віршувати Ольга Марчук почала в 12 років, але вперші її твори були опубліковані в 1998 році в газеті “Нетішинський Вісник”. Пізніше друкувалася у збірниках хмельницького видавництва “Лілія”, в альманаху “Автори весни” від літературного порталу “100 слів”, на порталі “Поезія вільних”, в журналах “FoxyLit”, у збірниках “Luminous”, “Ясниця”, журналі “Олександрійський маяк” від спільноти “Pantheon”, у колективних поетичній збірці “Сезони життя” від порталу Poets_ua, а також збірниках оповідань “Тридцять”, в одному з яких виступила не лише у ролі автора, а і як співредактор. Стояла біля витоків часопису “Євшан”, антологій “Слово”, “Степовий шлях”, “З горіха зерня…” та “Чари ночі”. 
Є не лише дописувачкою згаданих видань, а й членкинею видавничої ради. Також друкувалась у літературно-музичному виданні “Джерельні дзвони”, альманаху членів творчої спільноти “Поезія для душі” “Ти будеш вічно жити, Україно!” та літературному альманаху “СНІП: сучасна новелістика і поезія” від “Всеукраїнської поетичної родини”.
Спробувала себе у написанні літератури для наймолодших читачів у колективних збірниках казок та віршів “Доброкрай” та “Барви року” під редакцією Валентини Турчин. Також в одному із журналів “Літературний Чернігів” вийшла її рецензія на збірку Станіслава Новицького “Коріння дощу”. Є авторкою книги “Сліди янгола” (2025). Її редактором виступив Станіслав Новицький, в художньому оформленні використані твори живопису Романа Петрука. Це збірка верлібрів, яка складається з чотирьох циклів поезії, сповнених філософських мотивів, адже тема розмірковування над життям є провідною. Читач має можливість шукати і знаходити власні сенси у кожному вірші.

## Відзнаки
Участь у поетичних конкурсах від міжнародного літературно – мистецького журналу “Склянка часу*ZeitGlas”: “Жіночі примхи” та “Чатує в століттях Чернеча гора” з подальшою публікацію творів у вісниках та “Антології сучасної новелістики та лірики України” (2022) і (2023).
Участь у VI Всеукраїнському літературному конкурсі імені Леся Мартовича.
Лауреатка Всеукраїнського конкурсу авторської прози та поезії “ЯwriteR”.
2024 року стала призеркою конкурсу драбблів від порталу “Експеримент”.
I Всеукраїнського літературного конкурсу імені Ірини Пеленської, започаткованого Літературним товариством ЛНУ ім. Івана Франка, у номінації “Проза” та ІІ — у номінації “Поезія”.
Учасниця літстудії Мар’яни Пильник “Співголосся” та творчого проєкту Світлани Вертоли “Твоя поетична листівка”.
Членкиня місцевого літературного об’єднання “Натхнення”.

## Книги
“Сліди янгола” (2025)

## Публікації
КОЛИ ГОВОРИТЬ СЕРЦЕ (творча зустріч з Ольгою Марчук та презентація книги"Сліди Янгола")
25 РОКІВ ТВОРЧОСТІ ТА НАТХНЕННЯ! (Літературне об’єднання «Натхнення» відзначило 25-річний ювілей)
КОНКУРС ДРАББЛІВ. Дорога життя
Poetree - українська онлайн-платформа для поетів та любителів поезії.
Живопис Романа Петрука в художньому оформленні збірки поезій Ольги Марчук «Сліди янгола»

## Виноски
1. ↑  Автори Весни - Flip eBook Pages 1-50 | AnyFlip. anyflip.com. Процитовано 22 липня 2025.
2. ↑  Поезія Вільних - Міністерство культури та інформаційної політики України. warpoetry.mkip.gov.ua (англ.). Процитовано 22 липня 2025.
3. ↑  Марчук, Ольга. “Ти будеш вічно жити, Україно!”.
4. ↑  Всеукраїнському літературному конкурсі імені Леся Мартовича.
5. ↑  Марчук, Ольга. Дорога життя. Конкурс драбблів (українська) .
6. ↑  Центральна Публічна бібліотека м. Нетішин. Літературна студія "Натхнення". http://www.netishyn-cbs.edukit.km.ua/. {{cite web}}: Зовнішнє посилання в |website= (довідка)
7. ↑  Центральна Публічна бібліотека (15 червня 2025). Творча зустріч з Ольгою Марчук.
8. ↑  Літературне об’єднання «Натхнення» відзначило 25-річний ювілей. http://www.netishyn-cbs.edukit.km.ua/. 19 березня 2025. {{cite web}}: Зовнішнє посилання в |website= (довідка)